# Glut (Lichtausstrahlung)

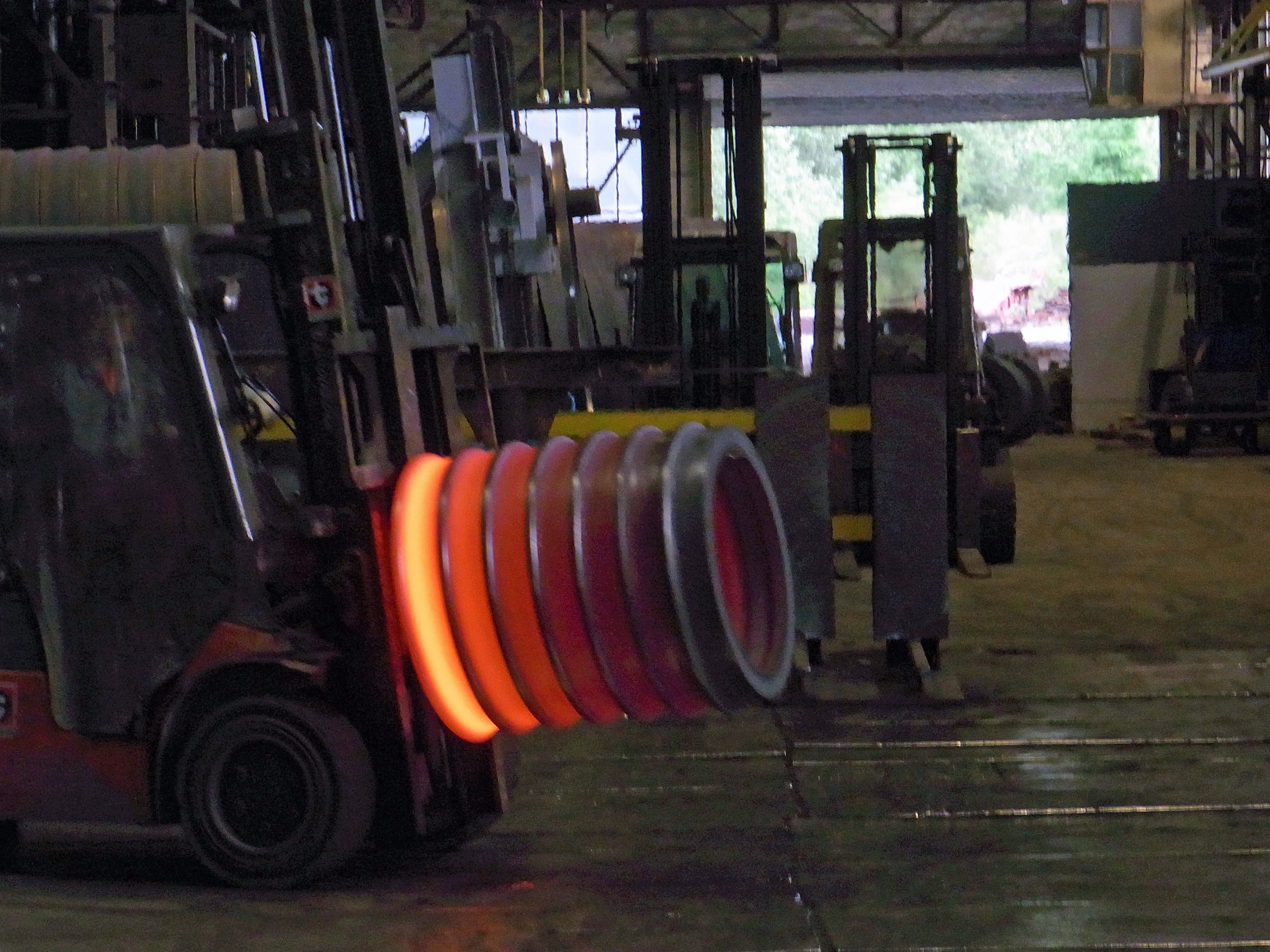
Glühende Radreifen in unterschiedlichem Abkühlzustand

| Temperatur | Farbe           |
| ---------- | --------------- |
| 550 °C     | Dunkelbraun     |
| 630 °C     | Braunrot        |
| 680 °C     | Dunkelrot       |
| 740 °C     | Dunkelkirschrot |
| 780 °C     | Kirschrot       |
| 810 °C     | Hellkirschrot   |
| 850 °C     | Hellrot         |
| 900 °C     | Gut Hellrot     |
| 950 °C     | Gelbrot         |
| 1000 °C    | Hellgelbrot     |
| 1100 °C    | Gelb            |
| 1200 °C    | Hellgelb        |
| >1300 °C   | Gelbweiß        |

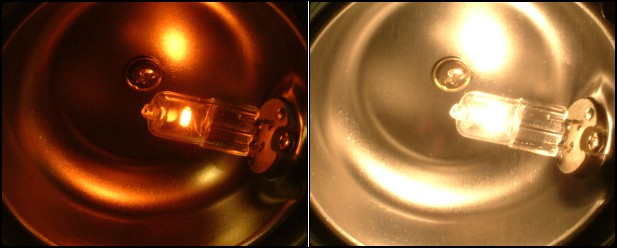
Je heißer die Glühwendel ist, desto weißer strahlt sie (hier gezeigt anhand einer Halogenglühlampe)

Als Glut oder Glühen bezeichnet man die sichtbare Strahlung, die erhitzte Körper aussenden. Der Zustand solcher Körper wird Inkandeszenz (von lateinisch incandescere ‚weiß werden, erglühen‘) genannt. Im Englischen heißt die Glühlampe daher korrekt Incandescent light bulb. Mit steigender Temperatur verschiebt sich das Spektrum des ausgestrahlten Lichts hin zu kürzeren Wellenlängen, das Licht wird „blauer“ (siehe auch Wiensches Verschiebungsgesetz).
Das Strahlungsverhalten heißer Metalle entspricht annähernd dem eines Schwarzen Körpers. Aus der Farbe der Strahlung kann auf die Temperatur geschlossen werden (Prinzip eines Pyrometers). Bei der Eisenverhüttung ist folgende Einteilung der Glühfarben üblich:
| Temperatur | Erscheinung                                            | Leuchtdichte                                           |
| bis 400 °C | schwarz, unsichtbare Infrarotstrahlung                 | schwarz, unsichtbare Infrarotstrahlung                 |
| 400 °C     | farblose Grauglut, nur Nachtsehen ohne Farbwahrnehmung | farblose Grauglut, nur Nachtsehen ohne Farbwahrnehmung |
| 525 °C     | beginnende Rotglut                                     |                                                        |
| 700 °C     | dunkle Rotglut                                         | 1,5 cd/m²                                              |
| 800 °C     | helle Rotglut                                          | 14 cd/m²                                               |
| 1100 °C    | Gelbglut                                               | 1.700 cd/m²                                            |
| 1300 °C    | beginnende Weißglut                                    | 16.000 cd/m²                                           |
| 1500 °C    | volle, blendende Weißglut                              | knapp 100.000 cd/m²                                    |
| 2000 °C    |                                                        | 2 Mio. cd/m²                                           |
| 3000 °C    |                                                        | 60 Mio. cd/m²                                          |
| 4000 °C    |                                                        | 375 Mio. cd/m²                                         |
| 5000 °C    |                                                        | 1,2 Mrd. cd/m²                                         |
| 5400 °C    | neutrales Weiß                                         | 1,7 Mrd. cd/m²                                         |
| 6000 °C    |                                                        | 2,6 Mrd. cd/m²                                         |
| 8000 °C    |                                                        | 7,3 Mrd. cd/m²                                         |

Bemerkungen
- Stahlschmelzen haben typischerweise maximal 1780 °C (2050 K).[4]
- Die Umgebungshelligkeit muss deutlich unterhalb der Helligkeit des glühenden Körpers sein. Sonst sieht man die Reflexionen des Umgebungslichts und nicht die Glüh-Emissionen des Körpers. Insbesondere Grauglut erfordert daher absolute Dunkelheit, Rotglut immer noch stark gedämpftes Licht.

Die Bezeichnungen der Glutfarben sind nicht allzu wörtlich zu nehmen. Schwarzkörperstrahlung bei 1500 °C (1770 K) hat tatsächlich folgende Farbe  , auf Grund der Helligkeit (etwa dreifache Helligkeit eines Sandstrandes am Mittag eines wolkenlosen Hochsommertags) wird diese direkte Strahlung durch beginnende Blendung (Auge wie Kameras) eher als Weiß wahrgenommen. Der Widerschein auf einer weißen Fläche erscheint dagegen farbrichtig (bei Vorhandensein einer geeigneten Weißreferenz) in einem gelblichen Orange. Neutralweiß (die Hintergrundfarbe dieses Textes auf einem sRGB-Monitor) erhält man erst bei 6230 °C (6500 K).
Das Licht der Sonne mit 5500 °C (5778 K) ist fast weiß mit einem etwas kleineren Blauanteil und damit einem gelblichen Eindruck, auch hier erst sichtbar, wenn man durch Streuung die Helligkeit um mindestens den Faktor 20.000 reduziert.

## Extrem heißes Glühen
- Obwohl nach Strahlungsgesetz die gesamte abgestrahlte Energie mit der vierten Potenz der Temperatur steigt, steigt die visuelle Helligkeit extrem heißer Strahler (einige zigtausend Kelvin) nur noch linear mit der Temperatur, da ein Großteil der Strahlung als unsichtbare UV- und Röntgenstrahlung emittiert wird. UV schädigt Haut und das Auge, Röntgenstrahlung je nach Wellenlänge und damit Eindringtiefe Haut und Augen oder auch tiefliegendes Körpergewebe. Durch das Auge laufende Röntgenstrahlung kann zu einem diffusen Lichteindruck führen.

- Weiterhin hat dieses Licht dann auch eine von der Temperatur unabhängige bläuliche Farbe.

## Beispiel
Der Glaskolben einer Halogenlampe erreicht Temperaturen von mehr als 500 °C, dennoch strahlt er nicht im sichtbaren Bereich (siehe Schwarzer Strahler).